# توپ بولینگ

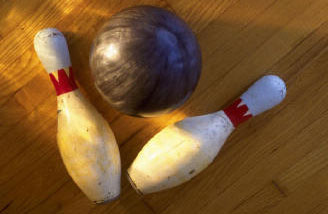

توپ بولینگ دارای وزن‌های مختلف از ۶ پوند تا ۱۶ پوند می‌باشند. توپ‌های زیر ۱۰ پوند برای کودکان و بانوان توصیه می‌شود. با افزایش وزن قطر و فاصله ۳ سوراخ محل قرار گیری انگشتان افزایش می‌یابد. 